# Castalia (Karolina Północna)
Castalia – miasto w Stanach Zjednoczonych, w stanie Karolina Północna, w hrabstwie Nash.